# 6723 Chrisclark
A 6723 Chrisclark (ideiglenes jelöléssel 1991 CL3) a Naprendszer kisbolygóövében található aszteroida. Eleanor F. Helin fedezte fel 1991. február 14-én.